# Karabin maszynowy Chauchat
Fusil-Mitrailleur Chauchat Mle 15 – francuski ręczny karabin maszynowy z okresu pierwszej wojny światowej.

## Historia
Pierwsze ręczne karabiny maszynowe zostały skonstruowane na początku XX wieku. Początkowo nie były zbyt rozpowszechnione. Cięższe niż karabiny powtarzalne, o znacznie niższej szybkostrzelności niż ciężkie karabiny maszynowe, nie wydawały się zbyt potrzebne. Wprowadzano je więc do uzbrojenia w niewielkich ilościach. We Francji komisja złożona z płk. Chauchata, majstra Suterre oraz inż. Ribeyrolle i Gladiatora uznała za najlepszą propozycję karabin maszynowy skonstruowany przez węgierskiego konstruktora broni Rudolpha Frommera. Choć wstępny projekt nowej broni opracował Frommer, to ostateczna jego wersja była autorstwa Chauchata i Suterre'a, a Ribeyrolle i Gladiator byli pracownikami zakładów, które miały być producentami nowego karabinu maszynowego. Pierwsza, stosunkowo niewielka seria ręcznego karabinu maszynowego Chauchat została wyprodukowana na początku 1914 roku.
Pierwsza wojna światowa szybko okazała się być wojną pozycyjną. W jej początkowym etapie okopy walczących stron były niezbyt oddalone od siebie. W trakcie nagłych ataków często zdarzało się, że obsługi ciężkich karabinów maszynowych nie zdążały obsadzić stanowisk. Pojawiła się potrzeba szerokiego wprowadzenia ręcznych karabinów maszynowych, które w razie nagłego ataku mogły szybciej wejść do akcji i dać czas na obsadzenie stanowisk broni ciężkiej.

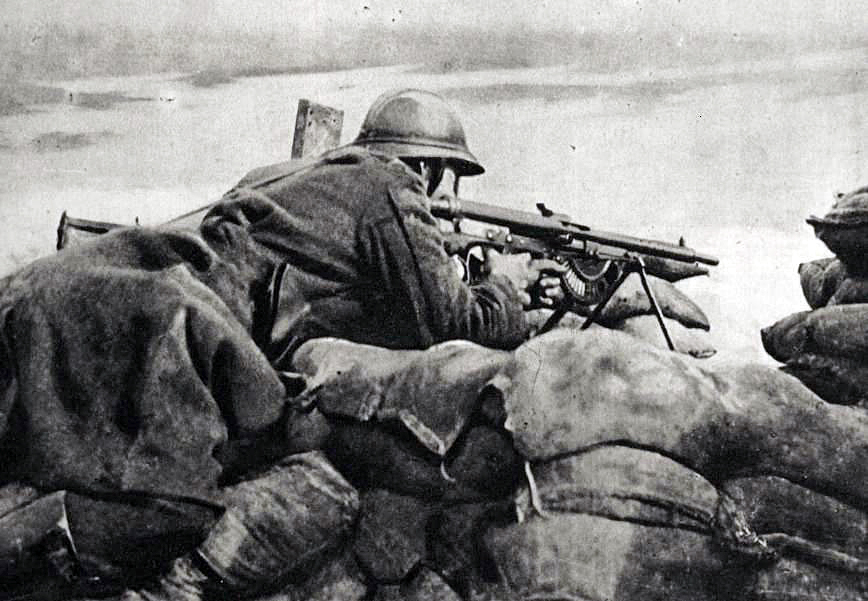
Belgijski żołnierz uzbrojony w rkm Chauchat

Rozpoczęto masową produkcję Chauchata i natychmiast pojawiły się problemy. Ręczny karabin maszynowy Chauchat działał na zasadzie długiego odrzutu lufy. Oznacza to że po strzale lufa połączona z zamkiem cofa się aż do skrajnej tylnej pozycji. Następuje wtedy odryglowanie, lufa wraca do pozycji przedniej. Po powrocie lufy do pozycji przedniej wraca zamek (po drodze dosyłając do komory nabojowej kolejny nabój). Taka zasada działania skutkuje płynnym działaniem automatyki, ale wymaga precyzyjnego wykonania mechanizmów broni. W przypadku broni produkowanej masowo, często w prymitywnych warunkach, nie było mowy o zachowaniu odpowiednich tolerancji i w rezultacie karabiny Chauchat ustawicznie się zacinały.
Dodatkowym źródłem zacięć był magazynek. Ponieważ naboje francuskie 8 × 50 mm R miały silnie stożkowy kształt, magazynek Chauchata miał kształt półkola. Dla zmniejszenia masy magazynka wycięto w bocznych ściankach duże otwory. W warunkach wojennych przez otwory do magazynka dostawały się zanieczyszczenia blokujące sprężynę. Chociaż skuteczność prowadzonego ognia była dużo wyższa niż karabinów powtarzalnych, to nie imponowała – szczególnie w porównaniu z ciężkimi karabinami maszynowymi. Wybrana zasada działania broni nie tylko powodowała ograniczenie szybkostrzelności, ale także wibracje, które – przy słabym dwójnogu – były przyczyną niskiej celności.

## Ocena
Po bitwie pod Verdun, jesienią 1916 roku, komisja – pod auspicjami generała Pétaina – przeprowadziła badania skuteczności broni. Zbadano przede wszystkim przyczyny zacięć. Większość (około 2/3) spowodowana była słabą, ażurową konstrukcją magazynków, powodującą nie tylko blokady sprężyny magazynka, ale i zabłocenie amunicji. Kolejnym problemem było rozgrzewanie się lufy po wystrzeleniu kilkuset pocisków długimi seriami. W kolejnych miesiącach przedsięwzięto kroki zapobiegawcze, które wpłynęły na poprawę działania broni. Zaostrzono kontrolę jakości magazynków (produkowanych przez niewielkie cywilne warsztaty), wprowadzono też specjalne brezentowe ochraniacze. Wydano nowe regulaminy (nakazujące prowadzenie ognia krótkimi seriami), zwiększono liczbę obsługi pojedynczego rkm (z dwóch do czterech żołnierzy – w tym dwóch opiekowało się amunicją), poświęcono też więcej uwagi ich wyszkoleniu. Zwiększono też stabilność broni poprzez wzmocnienie dwójnogu. W drugiej połowie wojny Chauchat stał się niezawodną bronią. Chwaliło ją sobie również Wojsko Polskie, używające jej w między innymi podczas wojny z bolszewikami. Problemy z Chauchatami mieli natomiast Amerykanie – przede wszystkim z powodu nieudanej konwersji na amerykańską amunicję kalibru 30-06 (7,62 × 63 mm).
Zadbany i używany zgodnie z regulaminem Chauchat był – wbrew obiegowym opiniom – jednym z najlepszych ręcznych karabinów maszynowych. Trzeba przyznać, że miał niewielu prawdziwych konkurentów (można wymienić Madsen oraz Hotchkiss Mle 1909), bił zaś wszystkich niskimi kosztami produkcji.
Warto natomiast porównać Chauchata do rozpowszechnionych u Niemców i Brytyjczyków lekkich karabinów maszynowych Lewis oraz 08/15 (używanych także przez Wojsko Polskie). Chauchat był od nich dwakroć lżejszy, mogła z niego strzelać jedna osoba a do skutecznej obsługi wystarczało 4 żołnierzy. Można było z niego prowadzić ogień w marszu, a nawet z biodra. Do obsługi jednego lkm potrzebnych było ponad dziesięciu żołnierzy, a do strzelania – co najmniej dwóch (zresztą prowadzenie ognia podczas marszu było praktycznie niemożliwe, a większość lkm-ów należało rozładować przed zmianą stanowiska ogniowego). Jedynym elkaemem mogącym dorównać Chauchatowi był wprowadzony pod koniec wojny niemiecki Bergmann M1915. Lekkie karabiny maszynowe przewyższały Chauchata gęstością ognia. Wspólną wadą niemal każdej produkowanej podczas wojny broni była natomiast słaba jakość wykonania.

## Użycie
Największym użytkownikiem była armia francuska, która wiosną 1916 wprowadziła Chauchata jako uzbrojenie każdej drużyny strzeleckiej. Kilkadziesiąt tysięcy dostarczono także sojusznikom. Największym odbiorcą była Armia Stanów Zjednoczonych, dysponująca ponad 30 000 egzemplarzy (ponad połowa przystosowana do amunicji 30-06 (7,62 × 63 mm). Chauchat używany był także (po kilka tysięcy sztuk) w armiach Rumunii, Belgii, Rosji, Serbii, Grecji i Włoch. Blisko 12 000 sztuk Chauchatów (przede wszystkim dostarczonych z Francji, ale także zdobytych na bolszewikach) było wyposażeniem drużyn strzeleckich Wojska Polskiego. Większość z nich została sprzedana w drugiej połowie lat trzydziestych do Hiszpanii. Kilka tysięcy francuskich zostało dostarczonych do Finlandii jako pomoc podczas wojny zimowej.
Chauchat był produkowany do 1924 roku, gdy rozpoczęto produkcję karabinu Châtellerault Mle 24. Ostatnie wiadomości o bojowym zastosowaniu rkm-u Chauchat pochodzą z lat 70. XX wieku z Indochin.

### Chauchat w Wojsku Polskim
W 1923 r. Chauchat wz. 1915 wszedł na wyposażenie kawalerii WP. Zakupowi tego karabinu sprzeciwiła się większość polskich dowódców, jednak został zakupiony gdyż od wyboru tej broni Francuzi uzależniali udzielenie kredytów dla polskiej armii.

## Wersje
- Chauchat Modéle 1915 – najliczniej produkowana wersja kalibru 8 × 50 mm R.
- Chauchat M1918 – wersja kalibru 30-06 (7,62 × 63 mm) wyprodukowana dla armii amerykańskiej (25 000 egzemplarzy). Po wprowadzeniu nowej amunicji potrafił się zaciąć po paru strzałach. Badania przeprowadzone po wojnie wykazały, że związane było to z błędnymi wymiarami komory nabojowej w całej partii.

## Opis konstrukcji
Ręczny karabin maszynowy Chauchat Modéle 1915 był zespołową bronią samoczynną. Zasada działania oparta na długim odrzucie lufy. Ryglowanie przez obrót tłoka zaporowego. Zasilanie z łukowych magazynków o pojemności 20 nabojów o stożkowej łusce, które układały się w pełne półkole. Posiadał składany dwójnóg.